# Chiesa dei Santi Materno e Martino
La chiesa dei Santi Materno e Martino è la parrocchiale di Corrido, in provincia di Como e arcidiocesi di Milano; fa parte del decanato di Porlezza.

## Storia
La prima citazione di una chiesa a Corrido risale al XIII secolo ed è contenuta nel Liber Notitiae Sanctorum Mediolani, scritto da Goffredo da Bussero.
La chiesa venne ricostruita nel Cinquecento ed eretta a parrocchiale nel 1587, sul finire dell'anno, dall'arcivescovo di Milano Gaspare Visconti.
Dalla relazione della visita pastorale del 1751 dell'arcivescovo Giuseppe Pozzobonelli si apprende che la parrocchiale, in cui avevano sede le confraternite del Santissimo Sacramento, dell'Immacolata Concezione e della Dottrina Cristiana, aveva come filiali gli oratori di San Bernardino, di Sant'Antonio Abate in località Biccagno e di San Carlo a Cancellino e che il numero dei fedeli era pari a 292 unità.
Il campanile fu eretto nel 1842; nel 1895 l'arcivescovo Andrea Carlo Ferrari, compiendo la sua visita pastorale, trovò che i fedeli ammontavano a 657 e che la chiesa aveva sempre alle sue dipendenze gli oratori già menzionati dal Pozzobonelli nel secolo precedente.
Nel 1990 vennero condotti dei lavori che interessarono il pavimento e nel 2015 fu realizzato il nuovo altare postconciliare rivolto verso l'assemblea.

## Descrizione

### Facciata
La facciata a salienti della chiesa, rivolta a ponente e scandita da lesene, è suddivisa in tre parti: la centrale è caratterizzata dal portale maggiore e da un grande rosone e coronata dal frontone triangolare, mentre le laterali presentano gli ingressi secondari e finestre circolari e sono conclusi da semitimpani.
Vicino alla parrocchiale sorge il campanile a base quadrata, il cui fusto è caratterizzato da paraste angolari; la cella presenta una monofora su ogni lato.

### Interno
L'interno dell'edificio è suddiviso da pilastri sorreggenti archi a tutto sesto in tre navate, di cui la centrale coperta da volta a botte e le laterali da volte a vela; al termine dell'aula si sviluppa il presbiterio, a sua volta chiuso dall'abside poligonale.
Qui sono conservate diverse opere di pregio, tra le quali varie tele risalenti ai secoli XVI e XVII.